# Sanqu, Shaanxi
Sanqu (kinesiska: 三渠, 三渠镇) är en köpinghuvudort i Kina. Den ligger i provinsen Shaanxi, i den nordvästra delen av landet, omkring 34 kilometer norr om provinshuvudstaden Xi'an. Antalet invånare är 39 000. Befolkningen består av 19 420 kvinnor och 19 580 män. Barn under 15 år utgör 14,0 %, vuxna 15-64 år 76 %, och äldre över 65 år 9,0 %.
Runt Sanqu är det tätbefolkat, med 613 invånare per kvadratkilometer. Närmaste större samhälle är Jinggan, 7,3 km sydväst om Sanqu. Trakten runt Sanqu består till största delen av jordbruksmark.
Genomsnittlig årsnederbörd är 619 millimeter. Den regnigaste månaden är september, med i genomsnitt 142 mm nederbörd, och den torraste är december, med 1 mm nederbörd.